# Vuelta a Burgos 2022
La 44.ª edición de la Vuelta a Burgos fue una carrera de ciclismo en ruta por etapas que se celebró entre el 2 y el 6 de agosto de 2022 en la provincia de Burgos en España, con inicio en la ciudad de Burgos y final en el puerto de montaña de Lagunas de Neila sobre un recorrido de 810 kilómetros.
La carrera formó parte del UCI ProSeries 2022, calendario ciclístico mundial de segunda división, dentro de la categoría UCI 2.Pro. También fue una prueba puntuable para la Copa de España de Ciclismo Profesional 2022. El vencedor fue el francés Pavel Sivakov del INEOS Grenadiers, siendo acompañado en el podio por el portugués João Almeida del UAE Emirates y el colombiano Miguel Ángel López del Astana Qazaqstan, segundo y tercer clasificado respectivamente.

## Equipos participantes
Toman parte en la carrera 17 equipos: 12 de categoría UCI WorldTeam y 5 de categoría UCI ProTeam, quienes conformaron un pelotón de 117 ciclistas de los cuales terminaron 98. Los equipos participantes son:
| WorldTeams (12)- AG2R Citroën Team - Astana Qazaqstan Team - Bahrain Victorious - Bora-Hansgrohe - EF Education-EasyPost - Ineos Grenadiers - Israel-Premier Tech - Jumbo-Visma - Movistar Team - Quick-Step Alpha Vinyl - Trek-Segafredo - UAE Team Emirates ProTeams (5)- Burgos-BH - Caja Rural-Seguros RGA - Euskaltel-Euskadi - Eolo-Kometa - Equipo Kern Pharma |
| |

## Recorrido
La Vuelta a Burgos dispuso de cinco etapas para un recorrido total de 810 kilómetros.
| Etapa     | Fecha    | Recorrido                                                              | type                   | Distancia (km) | Desnivel (m) | Ganador           | Líder             |
| --------- | -------- | ---------------------------------------------------------------------- | ---------------------- | -------------- | ------------ | ----------------- | ----------------- |
| 1.ª etapa | 2 de ago | Burgos – Burgos                                                        | etapa escarpada        | 157            | 1521 m       | Santiago Buitrago | Santiago Buitrago |
| 2.ª etapa | 3 de ago | Vivar del Cid – Villadiego                                             | etapa escarpada        | 158            | 1659 m       | Timo Roosen       | Santiago Buitrago |
| 3.ª etapa | 4 de ago | Quintana Martín Galíndez – Villarcayo de Merindad de Castilla la Vieja | etapa de montaña       | 156            | 2324 m       | Bastien Tronchon  | Pavel Sivakov     |
| 4.ª etapa | 5 de ago | Torresandino – Clunia                                                  | etapa de media montaña | 169            | 1361 m       | Matevž Govekar    | Pavel Sivakov     |
| 5.ª etapa | 6 de ago | Lerma – Lagunas de Neila                                               | etapa de montaña       | 170            | 2792 m       | João Almeida      | Pavel Sivakov     |

## Desarrollo de la carrera

### 1.ª etapa
| Burgos - Burgos | etapa escarpada | (157 km) |

| \| Clasificación de la etapa \| Clasificación de la etapa \| Clasificación de la etapa \| Clasificación de la etapa \| Clasificación de la etapa \| \| Ciclista \| Ciclista \| Equipo \| Tiempo \| \| \| ------------------------- \| ------------------------- \| ------------------------- \| ------------------------- \| ------------------------- \| \| 1.º \| Santiago Buitrago \| Bahrain Victorious \| 3 h 43 min 31 s \| \| \| 2.º \| Ruben Guerreiro \| EF Education-EasyPost \| + 3 s \| \| \| 3.º \| Tao Geoghegan Hart \| Ineos Grenadiers \| + 3 s \| \| \| 4.º \| Jai Hindley \| Bora-Hansgrohe \| + 3 s \| \| \| 5.º \| Vincenzo Nibali \| Astana Qazaqstan Team \| + 5 s \| \| \| 6.º \| Wilco Kelderman \| Bora-Hansgrohe \| + 5 s \| \| \| 7.º \| Iván García Cortina \| Movistar Team \| + 5 s \| \| \| 8.º \| Ilan Van Wilder \| Quick-Step Alpha Vinyl \| + 5 s \| \| \| 9.º \| Pavel Sivakov \| Ineos Grenadiers \| + 5 s \| \| \| 10.º \| Damien Touzé \| AG2R Citroën Team \| + 5 s \| \| |                     |                        |                 |
| |                     |                        |                 |
| Fuente: ProCyclingStats |                     |                        |                 |
| Clasificación de la etapa |                     |                        |                 |
| Ciclista | Ciclista            | Equipo                 | Tiempo          |
| 1.º | Santiago Buitrago   | Bahrain Victorious     | 3 h 43 min 31 s |
| 2.º | Ruben Guerreiro     | EF Education-EasyPost  | + 3 s           |
| 3.º | Tao Geoghegan Hart  | Ineos Grenadiers       | + 3 s           |
| 4.º | Jai Hindley         | Bora-Hansgrohe         | + 3 s           |
| 5.º | Vincenzo Nibali     | Astana Qazaqstan Team  | + 5 s           |
| 6.º | Wilco Kelderman     | Bora-Hansgrohe         | + 5 s           |
| 7.º | Iván García Cortina | Movistar Team          | + 5 s           |
| 8.º | Ilan Van Wilder     | Quick-Step Alpha Vinyl | + 5 s           |
| 9.º | Pavel Sivakov       | Ineos Grenadiers       | + 5 s           |
| 10.º | Damien Touzé        | AG2R Citroën Team      | + 5 s           |

| \| Clasificación general \| Clasificación general \| Clasificación general \| Clasificación general \| Clasificación general \| \| Ciclista \| Ciclista \| Equipo \| Tiempo \| \| \| --------------------- \| --------------------- \| ---------------------- \| --------------------- \| --------------------- \| \| 1.º \| Santiago Buitrago \| Bahrain Victorious \| 3 h 43 min 31 s \| \| \| 2.º \| Ruben Guerreiro \| EF Education-EasyPost \| + 3 s \| \| \| 3.º \| Tao Geoghegan Hart \| Ineos Grenadiers \| + 3 s \| \| \| 4.º \| Jai Hindley \| Bora-Hansgrohe \| + 3 s \| \| \| 5.º \| Vincenzo Nibali \| Astana Qazaqstan Team \| + 5 s \| \| \| 6.º \| Wilco Kelderman \| Bora-Hansgrohe \| + 5 s \| \| \| 7.º \| Iván García Cortina \| Movistar Team \| + 5 s \| \| \| 8.º \| Ilan Van Wilder \| Quick-Step Alpha Vinyl \| + 5 s \| \| \| 9.º \| Pavel Sivakov \| Ineos Grenadiers \| + 5 s \| \| \| 10.º \| Damien Touzé \| AG2R Citroën Team \| + 5 s \| \| |                     |                        |                 |
| |                     |                        |                 |
| Fuente: ProCyclingStats |                     |                        |                 |
| Clasificación general |                     |                        |                 |
| Ciclista | Ciclista            | Equipo                 | Tiempo          |
| 1.º | Santiago Buitrago   | Bahrain Victorious     | 3 h 43 min 31 s |
| 2.º | Ruben Guerreiro     | EF Education-EasyPost  | + 3 s           |
| 3.º | Tao Geoghegan Hart  | Ineos Grenadiers       | + 3 s           |
| 4.º | Jai Hindley         | Bora-Hansgrohe         | + 3 s           |
| 5.º | Vincenzo Nibali     | Astana Qazaqstan Team  | + 5 s           |
| 6.º | Wilco Kelderman     | Bora-Hansgrohe         | + 5 s           |
| 7.º | Iván García Cortina | Movistar Team          | + 5 s           |
| 8.º | Ilan Van Wilder     | Quick-Step Alpha Vinyl | + 5 s           |
| 9.º | Pavel Sivakov       | Ineos Grenadiers       | + 5 s           |
| 10.º | Damien Touzé        | AG2R Citroën Team      | + 5 s           |

### 2.ª etapa
| Vivar del Cid - Villadiego | etapa escarpada | (158 km) |

| \| Clasificación de la etapa \| Clasificación de la etapa \| Clasificación de la etapa \| Clasificación de la etapa \| Clasificación de la etapa \| \| Ciclista \| Ciclista \| Equipo \| Tiempo \| \| \| ------------------------- \| ------------------------- \| ------------------------- \| ------------------------- \| ------------------------- \| \| 1.º \| Timo Roosen \| Jumbo-Visma \| 3 h 48 min 43 s \| \| \| 2.º \| Edoardo Affini \| Jumbo-Visma \| + 0 s \| \| \| 3.º \| Chris Harper \| Jumbo-Visma \| + 0 s \| \| \| 4.º \| Jon Aberasturi \| Trek-Segafredo \| + 0 s \| \| \| 5.º \| Carlos Rodríguez \| Ineos Grenadiers \| + 0 s \| \| \| 6.º \| Ruben Guerreiro \| EF Education-EasyPost \| + 0 s \| \| \| 7.º \| Fernando Gaviria \| UAE Team Emirates \| + 0 s \| \| \| 8.º \| Lilian Calmejane \| AG2R Citroën Team \| + 0 s \| \| \| 9.º \| Bastien Tronchon \| AG2R Citroën Team \| + 0 s \| \| \| 10.º \| Rudy Barbier \| Israel-Premier Tech \| + 0 s \| \| |                  |                       |                 |
| |                  |                       |                 |
| Fuente: ProCyclingStats |                  |                       |                 |
| Clasificación de la etapa |                  |                       |                 |
| Ciclista | Ciclista         | Equipo                | Tiempo          |
| 1.º | Timo Roosen      | Jumbo-Visma           | 3 h 48 min 43 s |
| 2.º | Edoardo Affini   | Jumbo-Visma           | + 0 s           |
| 3.º | Chris Harper     | Jumbo-Visma           | + 0 s           |
| 4.º | Jon Aberasturi   | Trek-Segafredo        | + 0 s           |
| 5.º | Carlos Rodríguez | Ineos Grenadiers      | + 0 s           |
| 6.º | Ruben Guerreiro  | EF Education-EasyPost | + 0 s           |
| 7.º | Fernando Gaviria | UAE Team Emirates     | + 0 s           |
| 8.º | Lilian Calmejane | AG2R Citroën Team     | + 0 s           |
| 9.º | Bastien Tronchon | AG2R Citroën Team     | + 0 s           |
| 10.º | Rudy Barbier     | Israel-Premier Tech   | + 0 s           |

| \| Clasificación general \| Clasificación general \| Clasificación general \| Clasificación general \| Clasificación general \| \| Ciclista \| Ciclista \| Equipo \| Tiempo \| \| \| --------------------- \| --------------------- \| --------------------- \| --------------------- \| --------------------- \| \| 1.º \| Santiago Buitrago \| Bahrain Victorious \| 7 h 32 min 14 s \| \| \| 2.º \| Ruben Guerreiro \| EF Education-EasyPost \| + 3 s \| \| \| 3.º \| Jai Hindley \| Bora-Hansgrohe \| + 3 s \| \| \| 4.º \| Tao Geoghegan Hart \| Ineos Grenadiers \| + 3 s \| \| \| 5.º \| Rui Alberto Costa \| UAE Team Emirates \| + 5 s \| \| \| 6.º \| Pavel Sivakov \| Ineos Grenadiers \| + 5 s \| \| \| 7.º \| Jetse Bol \| Burgos-BH \| + 5 s \| \| \| 8.º \| Esteban Chaves \| EF Education-EasyPost \| + 5 s \| \| \| 9.º \| Vincenzo Nibali \| Astana Qazaqstan Team \| + 5 s \| \| \| 10.º \| Laurens De Plus \| Ineos Grenadiers \| + 5 s \| \| |                    |                       |                 |
| |                    |                       |                 |
| Fuente: ProCyclingStats |                    |                       |                 |
| Clasificación general |                    |                       |                 |
| Ciclista | Ciclista           | Equipo                | Tiempo          |
| 1.º | Santiago Buitrago  | Bahrain Victorious    | 7 h 32 min 14 s |
| 2.º | Ruben Guerreiro    | EF Education-EasyPost | + 3 s           |
| 3.º | Jai Hindley        | Bora-Hansgrohe        | + 3 s           |
| 4.º | Tao Geoghegan Hart | Ineos Grenadiers      | + 3 s           |
| 5.º | Rui Alberto Costa  | UAE Team Emirates     | + 5 s           |
| 6.º | Pavel Sivakov      | Ineos Grenadiers      | + 5 s           |
| 7.º | Jetse Bol          | Burgos-BH             | + 5 s           |
| 8.º | Esteban Chaves     | EF Education-EasyPost | + 5 s           |
| 9.º | Vincenzo Nibali    | Astana Qazaqstan Team | + 5 s           |
| 10.º | Laurens De Plus    | Ineos Grenadiers      | + 5 s           |

### 3.ª etapa
| Quintana Martín Galíndez - Villarcayo de Merindad de Castilla la Vieja | etapa de montaña | (156 km) |

| \| Clasificación de la etapa \| Clasificación de la etapa \| Clasificación de la etapa \| Clasificación de la etapa \| Clasificación de la etapa \| \| Ciclista \| Ciclista \| Equipo \| Tiempo \| \| \| ------------------------- \| ------------------------- \| ------------------------- \| ------------------------- \| ------------------------- \| \| 1.º \| Bastien Tronchon \| AG2R Citroën Team \| 3 h 42 min 17 s \| \| \| 2.º \| Pavel Sivakov \| Ineos Grenadiers \| + 0 s \| \| \| 3.º \| Alejandro Valverde \| Movistar Team \| + 28 s \| \| \| 4.º \| Ruben Guerreiro \| EF Education-EasyPost \| + 28 s \| \| \| 5.º \| Tao Geoghegan Hart \| Ineos Grenadiers \| + 28 s \| \| \| 6.º \| Ilan Van Wilder \| Quick-Step Alpha Vinyl \| + 28 s \| \| \| 7.º \| Santiago Buitrago \| Bahrain Victorious \| + 28 s \| \| \| 8.º \| Vincenzo Nibali \| Astana Qazaqstan Team \| + 28 s \| \| \| 9.º \| Kenny Elissonde \| Trek-Segafredo \| + 28 s \| \| \| 10.º \| Esteban Chaves \| EF Education-EasyPost \| + 28 s \| \| |                    |                        |                 |
| |                    |                        |                 |
| Fuente: ProCyclingStats |                    |                        |                 |
| Clasificación de la etapa |                    |                        |                 |
| Ciclista | Ciclista           | Equipo                 | Tiempo          |
| 1.º | Bastien Tronchon   | AG2R Citroën Team      | 3 h 42 min 17 s |
| 2.º | Pavel Sivakov      | Ineos Grenadiers       | + 0 s           |
| 3.º | Alejandro Valverde | Movistar Team          | + 28 s          |
| 4.º | Ruben Guerreiro    | EF Education-EasyPost  | + 28 s          |
| 5.º | Tao Geoghegan Hart | Ineos Grenadiers       | + 28 s          |
| 6.º | Ilan Van Wilder    | Quick-Step Alpha Vinyl | + 28 s          |
| 7.º | Santiago Buitrago  | Bahrain Victorious     | + 28 s          |
| 8.º | Vincenzo Nibali    | Astana Qazaqstan Team  | + 28 s          |
| 9.º | Kenny Elissonde    | Trek-Segafredo         | + 28 s          |
| 10.º | Esteban Chaves     | EF Education-EasyPost  | + 28 s          |

| \| Clasificación general \| Clasificación general \| Clasificación general \| Clasificación general \| Clasificación general \| \| Ciclista \| Ciclista \| Equipo \| Tiempo \| \| \| --------------------- \| --------------------- \| ---------------------- \| --------------------- \| --------------------- \| \| 1.º \| Pavel Sivakov \| Ineos Grenadiers \| 11 h 14 min 36 s \| \| \| 2.º \| Santiago Buitrago \| Bahrain Victorious \| + 23 s \| \| \| 3.º \| Ruben Guerreiro \| EF Education-EasyPost \| + 26 s \| \| \| 4.º \| Tao Geoghegan Hart \| Ineos Grenadiers \| + 26 s \| \| \| 5.º \| Jai Hindley \| Bora-Hansgrohe \| + 26 s \| \| \| 6.º \| Esteban Chaves \| EF Education-EasyPost \| + 28 s \| \| \| 7.º \| Vincenzo Nibali \| Astana Qazaqstan Team \| + 28 s \| \| \| 8.º \| Wilco Kelderman \| Bora-Hansgrohe \| + 28 s \| \| \| 9.º \| Laurens De Plus \| Ineos Grenadiers \| + 28 s \| \| \| 10.º \| Ilan Van Wilder \| Quick-Step Alpha Vinyl \| + 28 s \| \| |                    |                        |                  |
| |                    |                        |                  |
| Fuente: ProCyclingStats |                    |                        |                  |
| Clasificación general |                    |                        |                  |
| Ciclista | Ciclista           | Equipo                 | Tiempo           |
| 1.º | Pavel Sivakov      | Ineos Grenadiers       | 11 h 14 min 36 s |
| 2.º | Santiago Buitrago  | Bahrain Victorious     | + 23 s           |
| 3.º | Ruben Guerreiro    | EF Education-EasyPost  | + 26 s           |
| 4.º | Tao Geoghegan Hart | Ineos Grenadiers       | + 26 s           |
| 5.º | Jai Hindley        | Bora-Hansgrohe         | + 26 s           |
| 6.º | Esteban Chaves     | EF Education-EasyPost  | + 28 s           |
| 7.º | Vincenzo Nibali    | Astana Qazaqstan Team  | + 28 s           |
| 8.º | Wilco Kelderman    | Bora-Hansgrohe         | + 28 s           |
| 9.º | Laurens De Plus    | Ineos Grenadiers       | + 28 s           |
| 10.º | Ilan Van Wilder    | Quick-Step Alpha Vinyl | + 28 s           |

### 4.ª etapa
| Torresandino - Clunia | etapa de media montaña | (169 km) |

| \| Clasificación de la etapa \| Clasificación de la etapa \| Clasificación de la etapa \| Clasificación de la etapa \| Clasificación de la etapa \| \| Ciclista \| Ciclista \| Equipo \| Tiempo \| \| \| ------------------------- \| ------------------------- \| ------------------------- \| ------------------------- \| ------------------------- \| \| 1.º \| Matevž Govekar \| Bahrain Victorious \| 3 h 36 min 18 s \| \| \| 2.º \| Valentin Retailleau \| AG2R Citroën Team \| + 0 s \| \| \| 3.º \| Omer Goldstein \| Israel-Premier Tech \| + 0 s \| \| \| 4.º \| Pieter Serry \| Quick-Step Alpha Vinyl \| + 0 s \| \| \| 5.º \| Patrick Gamper \| Bora-Hansgrohe \| + 5 s \| \| \| 6.º \| Xabier Mikel Azparren \| Euskaltel-Euskadi \| + 5 s \| \| \| 7.º \| Lluís Mas \| Movistar Team \| + 12 s \| \| \| 8.º \| Fernando Barceló \| Caja Rural-Seguros RGA \| + 57 s \| \| \| 9.º \| Lennard Hofstede \| Jumbo-Visma \| + 1 min 10 s \| \| \| 10.º \| David Martín Romero \| Eolo-Kometa \| + 1 min 16 s \| \| |                       |                        |                 |
| |                       |                        |                 |
| |                       |                        |                 |
| Clasificación de la etapa |                       |                        |                 |
| Ciclista | Ciclista              | Equipo                 | Tiempo          |
| 1.º | Matevž Govekar        | Bahrain Victorious     | 3 h 36 min 18 s |
| 2.º | Valentin Retailleau   | AG2R Citroën Team      | + 0 s           |
| 3.º | Omer Goldstein        | Israel-Premier Tech    | + 0 s           |
| 4.º | Pieter Serry          | Quick-Step Alpha Vinyl | + 0 s           |
| 5.º | Patrick Gamper        | Bora-Hansgrohe         | + 5 s           |
| 6.º | Xabier Mikel Azparren | Euskaltel-Euskadi      | + 5 s           |
| 7.º | Lluís Mas             | Movistar Team          | + 12 s          |
| 8.º | Fernando Barceló      | Caja Rural-Seguros RGA | + 57 s          |
| 9.º | Lennard Hofstede      | Jumbo-Visma            | + 1 min 10 s    |
| 10.º | David Martín Romero   | Eolo-Kometa            | + 1 min 16 s    |

| \| Clasificación general \| Clasificación general \| Clasificación general \| Clasificación general \| Clasificación general \| \| Ciclista \| Ciclista \| Equipo \| Tiempo \| \| \| --------------------- \| --------------------- \| ---------------------- \| --------------------- \| --------------------- \| \| 1.º \| Pavel Sivakov \| Ineos Grenadiers \| 14 h 53 min 57 s \| \| \| 2.º \| Santiago Buitrago \| Bahrain Victorious \| + 23 s \| \| \| 3.º \| Ruben Guerreiro \| EF Education-EasyPost \| + 26 s \| \| \| 4.º \| Tao Geoghegan Hart \| Ineos Grenadiers \| + 26 s \| \| \| 5.º \| Jai Hindley \| Bora-Hansgrohe \| + 26 s \| \| \| 6.º \| Esteban Chaves \| EF Education-EasyPost \| + 28 s \| \| \| 7.º \| Vincenzo Nibali \| Astana Qazaqstan Team \| + 28 s \| \| \| 8.º \| Wilco Kelderman \| Bora-Hansgrohe \| + 28 s \| \| \| 9.º \| Ilan Van Wilder \| Quick-Step Alpha Vinyl \| + 28 s \| \| \| 10.º \| Laurens De Plus \| Ineos Grenadiers \| + 28 s \| \| |                    |                        |                  |
| |                    |                        |                  |
| |                    |                        |                  |
| Clasificación general |                    |                        |                  |
| Ciclista | Ciclista           | Equipo                 | Tiempo           |
| 1.º | Pavel Sivakov      | Ineos Grenadiers       | 14 h 53 min 57 s |
| 2.º | Santiago Buitrago  | Bahrain Victorious     | + 23 s           |
| 3.º | Ruben Guerreiro    | EF Education-EasyPost  | + 26 s           |
| 4.º | Tao Geoghegan Hart | Ineos Grenadiers       | + 26 s           |
| 5.º | Jai Hindley        | Bora-Hansgrohe         | + 26 s           |
| 6.º | Esteban Chaves     | EF Education-EasyPost  | + 28 s           |
| 7.º | Vincenzo Nibali    | Astana Qazaqstan Team  | + 28 s           |
| 8.º | Wilco Kelderman    | Bora-Hansgrohe         | + 28 s           |
| 9.º | Ilan Van Wilder    | Quick-Step Alpha Vinyl | + 28 s           |
| 10.º | Laurens De Plus    | Ineos Grenadiers       | + 28 s           |

### 5.ª etapa
| Lerma - Lagunas de Neila | etapa de montaña | (170 km) |

| \| Clasificación de la etapa \| Clasificación de la etapa \| Clasificación de la etapa \| Clasificación de la etapa \| Clasificación de la etapa \| \| Ciclista \| Ciclista \| Equipo \| Tiempo \| \| \| ------------------------- \| ------------------------- \| ------------------------- \| ------------------------- \| ------------------------- \| \| 1.º \| João Almeida \| UAE Team Emirates \| \| \| \| 2.º \| Miguel Ángel López \| Astana Qazaqstan Team \| DES \| \| \| 3.º \| Pavel Sivakov \| Ineos Grenadiers \| + 7 s \| \| \| 4.º \| Carlos Rodríguez \| Ineos Grenadiers \| + 15 s \| \| \| 5.º \| Ilan Van Wilder \| Quick-Step Alpha Vinyl \| + 21 s \| \| \| 6.º \| Ruben Guerreiro \| EF Education-EasyPost \| + 28 s \| \| \| 7.º \| Jai Hindley \| Bora-Hansgrohe \| + 33 s \| \| \| 8.º \| Kenny Elissonde \| Trek-Segafredo \| + 43 s \| \| |                    |                        |        |
| |                    |                        |        |
| |                    |                        |        |
| Clasificación de la etapa |                    |                        |        |
| Ciclista | Ciclista           | Equipo                 | Tiempo |
| 1.º | João Almeida       | UAE Team Emirates      |        |
| 2.º | Miguel Ángel López | Astana Qazaqstan Team  | DES    |
| 3.º | Pavel Sivakov      | Ineos Grenadiers       | + 7 s  |
| 4.º | Carlos Rodríguez   | Ineos Grenadiers       | + 15 s |
| 5.º | Ilan Van Wilder    | Quick-Step Alpha Vinyl | + 21 s |
| 6.º | Ruben Guerreiro    | EF Education-EasyPost  | + 28 s |
| 7.º | Jai Hindley        | Bora-Hansgrohe         | + 33 s |
| 8.º | Kenny Elissonde    | Trek-Segafredo         | + 43 s |

## Clasificaciones finales
- Las clasificaciones finalizaron de la siguiente forma:[4]

### Clasificación general
| \| Clasificación general \| Clasificación general \| Clasificación general \| Clasificación general \| Clasificación general \| \| Ciclista \| Ciclista \| Equipo \| Tiempo \| \| \| --------------------- \| --------------------- \| ---------------------- \| --------------------- \| --------------------- \| \| 1.º \| Pavel Sivakov \| Ineos Grenadiers \| 19 h 00 min 23 s \| \| \| 2.º \| João Almeida \| UAE Team Emirates \| + 35 s \| \| \| 3.º \| Miguel Ángel López \| Astana Qazaqstan Team \| DES \| \| \| 3.º \| Carlos Rodríguez \| Ineos Grenadiers \| + 41 s \| \| \| 4.º \| Ilan Van Wilder \| Quick-Step Alpha Vinyl \| + 42 s \| \| \| 5.º \| Ruben Guerreiro \| EF Education-EasyPost \| + 47 s \| \| \| 6.º \| Jai Hindley \| Bora-Hansgrohe \| + 52 s \| \| \| 7.º \| Santiago Buitrago \| Bahrain Victorious \| + 1 min 06 s \| \| \| 8.º \| Wilco Kelderman \| Bora-Hansgrohe \| + 1 min 09 s \| \| \| 9.º \| Kenny Elissonde \| Trek-Segafredo \| + 1 min 18 s \| \| \| 10.º \| Vincenzo Nibali \| Astana Qazaqstan Team \| + 1 min 22 s \| \| |                    |                        |                  |
| |                    |                        |                  |
| Fuentes: ProCyclingStats Cycling Quotient Cycling Archives |                    |                        |                  |
| Clasificación general |                    |                        |                  |
| Ciclista | Ciclista           | Equipo                 | Tiempo           |
| 1.º | Pavel Sivakov      | Ineos Grenadiers       | 19 h 00 min 23 s |
| 2.º | João Almeida       | UAE Team Emirates      | + 35 s           |
| 3.º | Miguel Ángel López | Astana Qazaqstan Team  | DES              |
| 3.º | Carlos Rodríguez   | Ineos Grenadiers       | + 41 s           |
| 4.º | Ilan Van Wilder    | Quick-Step Alpha Vinyl | + 42 s           |
| 5.º | Ruben Guerreiro    | EF Education-EasyPost  | + 47 s           |
| 6.º | Jai Hindley        | Bora-Hansgrohe         | + 52 s           |
| 7.º | Santiago Buitrago  | Bahrain Victorious     | + 1 min 06 s     |
| 8.º | Wilco Kelderman    | Bora-Hansgrohe         | + 1 min 09 s     |
| 9.º | Kenny Elissonde    | Trek-Segafredo         | + 1 min 18 s     |
| 10.º | Vincenzo Nibali    | Astana Qazaqstan Team  | + 1 min 22 s     |

### Clasificación de la montaña
| Clasificación de la montaña | Clasificación de la montaña | Clasificación de la montaña | Clasificación de la montaña | Clasificación de la montaña |
| Ciclista                    | Ciclista                    | Equipo                      | Puntos                      |                             |
| --------------------------- | --------------------------- | --------------------------- | --------------------------- | --------------------------- |
| 1.º                         | Miguel Ángel López          | Astana Qazaqstan Team       | DES                         |                             |
| 1.º                         | Pavel Sivakov               | Ineos Grenadiers            | 42 pts                      |                             |
| 2.º                         | Vojtěch Řepa                | Equipo Kern Pharma          | 35 pts                      |                             |
| 3.º                         | João Almeida                | UAE Team Emirates           | 30 pts                      |                             |
| 4.º                         | Xabier Mikel Azparren       | Euskaltel-Euskadi           | 28 pts                      |                             |
| 5.º                         | Joel Nicolau                | Caja Rural-Seguros RGA      | 26 pts                      |                             |
| 6.º                         | Bastien Tronchon            | AG2R Citroën Team           | 26 pts                      |                             |
| 7.º                         | Diego Pablo Sevilla         | Eolo-Kometa                 | 23 pts                      |                             |
| 8.º                         | Jesús Ezquerra              | Burgos-BH                   | 22 pts                      |                             |
| 9.º                         | Carlos Rodríguez            | Ineos Grenadiers            | 20 pts                      |                             |

### Clasificación por puntos
| Clasificación por puntos | Clasificación por puntos | Clasificación por puntos | Clasificación por puntos | Clasificación por puntos |
| Ciclista                 | Ciclista                 | Equipo                   | Puntos                   |                          |
| ------------------------ | ------------------------ | ------------------------ | ------------------------ | ------------------------ |
| 1.º                      | Ruben Guerreiro          | EF Education-EasyPost    | 54 pts                   |                          |
| 2.º                      | Pavel Sivakov            | Ineos Grenadiers         | 43 pts                   |                          |
| 3.º                      | Santiago Buitrago        | Bahrain Victorious       | 38 pts                   |                          |
| 4.º                      | Bastien Tronchon         | AG2R Citroën Team        | 32 pts                   |                          |
| 5.º                      | Carlos Rodríguez         | Ineos Grenadiers         | 31 pts                   |                          |
| 6.º                      | Ilan Van Wilder          | Quick-Step Alpha Vinyl   | 30 pts                   |                          |
| 7.º                      | Tao Geoghegan Hart       | Ineos Grenadiers         | 30 pts                   |                          |
| 8.º                      | João Almeida             | UAE Team Emirates        | 25 pts                   |                          |
| 9.º                      | Matevž Govekar           | Bahrain Victorious       | 25 pts                   |                          |
| 10.º                     | Jai Hindley              | Bora-Hansgrohe           | 24 pts                   |                          |

### Clasificación de los jóvenes
| Clasificación del mejor joven | Clasificación del mejor joven | Clasificación del mejor joven | Clasificación del mejor joven | Clasificación del mejor joven |
| Ciclista                      | Ciclista                      | Equipo                        | Tiempo                        |                               |
| ----------------------------- | ----------------------------- | ----------------------------- | ----------------------------- | ----------------------------- |
| 1.º                           | Carlos Rodríguez              | Ineos Grenadiers              | 19 h 01 min 04 s              |                               |
| 2.º                           | Ilan Van Wilder               | Quick-Step Alpha Vinyl        | + 1 s                         |                               |
| 3.º                           | Santiago Buitrago             | Bahrain Victorious            | + 25 s                        |                               |
| 4.º                           | Matthew Riccitello            | Israel-Premier Tech           | + 4 min 52 s                  |                               |
| 5.º                           | Álex Martín                   | Eolo-Kometa                   | + 9 min 51 s                  |                               |
| 6.º                           | Bastien Tronchon              | AG2R Citroën Team             | + 12 min 47 s                 |                               |
| 7.º                           | Marco Frigo                   | Israel-Premier Tech           | + 13 min 20 s                 |                               |
| 8.º                           | Vojtěch Řepa                  | Equipo Kern Pharma            | + 13 min 40 s                 |                               |
| 9.º                           | Raúl García Pierna            | Equipo Kern Pharma            | + 13 min 45 s                 |                               |
| 10.º                          | Mason Hollyman                | Israel-Premier Tech           | + 14 min 18 s                 |                               |

### Clasificación por equipos
| Clasificación por equipos | Clasificación por equipos | Clasificación por equipos | Clasificación por equipos |
| Equipo                    | Equipo                    | Tiempo                    |                           |
| ------------------------- | ------------------------- | ------------------------- | ------------------------- |
| 1.º                       | Bora-Hansgrohe            | 57 h 02 min 04 s          |                           |
| 2.º                       | Ineos Grenadiers          | + 1 min 17 s              |                           |
| 3.º                       | Bahrain Victorious        | + 3 min 15 s              |                           |
| 4.º                       | Movistar Team             | + 3 min 38 s              |                           |
| 5.º                       | EF Education-EasyPost     | + 3 min 58 s              |                           |

## Evolución de las clasificaciones
| Etapa                   |                         | Ganador _         | Clasificación general | Puntos            | Montaña               | Jóvenes           | Equipo _         |
| ----------------------- | ----------------------- | ----------------- | --------------------- | ----------------- | --------------------- | ----------------- | ---------------- |
| 1.ª etapa               | etapa escarpada         | Santiago Buitrago | Santiago Buitrago     | Santiago Buitrago | Diego Pablo Sevilla   | Santiago Buitrago | Ineos Grenadiers |
| 2.ª etapa               | etapa escarpada         | Timo Roosen       | Santiago Buitrago     | Ruben Guerreiro   | Xabier Mikel Azparren | Santiago Buitrago | Ineos Grenadiers |
| 3.ª etapa               | etapa de montaña        | Bastien Tronchon  | Pavel Sivakov         | Ruben Guerreiro   | Vojtěch Řepa          | Santiago Buitrago | Ineos Grenadiers |
| 4.ª etapa               | etapa de media montaña  | Matevž Govekar    | Pavel Sivakov         | Ruben Guerreiro   | Vojtěch Řepa          | Santiago Buitrago | Bora-Hansgrohe   |
| 5.ª etapa               | etapa de montaña        | João Almeida      | Pavel Sivakov         | Ruben Guerreiro   | Pavel Sivakov         | Carlos Rodríguez  | Bora-Hansgrohe   |
| Clasificaciones finales | Clasificaciones finales |                   | Pavel Sivakov         | Ruben Guerreiro   | Pavel Sivakov         | Carlos Rodríguez  | Bora-Hansgrohe   |

## Ciclistas participantes y posiciones finales
Convenciones:
- AB-N: Abandono en la etapa "N"
- FLT-N: Retiro por llegada fuera del límite de tiempo en la etapa "N"
- NTS-N: No tomó la salida para la etapa "N"
- DES-N: Descalificado o expulsado en la etapa "N"

## UCI World Ranking
La Vuelta a Burgos otorgó puntos para el UCI World Ranking para corredores de los equipos en las categorías UCI WorldTeam, UCI ProTeam y Continental. Las siguientes tablas son el baremo de puntuación y los diez corredores que obtuvieron más puntos:
| Posición              | 1.º | 2.º | 3.º | 4.º | 5.º | 6.º | 7.º | 8.º | 9.º | 10.º | 11.º | 12.º | 13.º | 14.º | 15.º | 16.º-30.º | 31.º-40.º |
| Clasificación general | 200 | 150 | 125 | 100 | 85  | 70  | 60  | 50  | 40  | 35   | 30   | 25   | 20   | 15   | 10   | 5         | 3         |
| Por etapa             | 20  | 10  | 5   |     |     |     |     |     |     |      |      |      |      |      |      |           |           |
| Líder                 | 5   |     |     |     |     |     |     |     |     |      |      |      |      |      |      |           |           |

| Clasificación |                    |                        |         |       |       |       |
| Posición      | Ciclista           | Equipo                 | General | Etapa | Líder | Total |
| ------------- | ------------------ | ---------------------- | ------- | ----- | ----- | ----- |
| 1.º           | Pavel Sivakov      | INEOS Grenadiers       | 200     | 15    | 10    | 225   |
| 2.º           | João Almeida       | UAE Emirates           | 150     | 20    | -     | 170   |
| 3.º           | Miguel Ángel López | Astana Qazaqstan       | 125     | 10    | -     | 135   |
| 4.º           | Carlos Rodríguez   | INEOS Grenadiers       | 100     | -     | -     | 100   |
| 5.º           | Ilan Van Wilder    | Quick-Step Alpha Vinyl | 85      | -     | -     | 85    |
| 6.º           | Ruben Guerreiro    | EF Education-EasyPost  | 70      | 10    | -     | 80    |
| 7.º           | Santiago Buitrago  | Bahrain Victorious     | 50      | 20    | 10    | 80    |
| 8.º           | Jai Hindley        | Bora-Hansgrohe         | 60      | -     | -     | 60    |
| 9.º           | Wilco Kelderman    | Bora-Hansgrohe         | 40      | -     | -     | 40    |
| 10.º          | Kenny Elissonde    | Trek-Segafredo         | 35      | -     | -     | 35    |